# Jakobs stege (gata)

Jakobs stege är en cirka 190 meter lång gata med en stentrappa vid Mälaren i Mälarhöjden i Söderort inom Stockholms kommun.
Jakobs stege går mellan Pettersbergsvägen, Backebogatan, Vindbacken och Mälarhöjdsvägen och överbryggar en markant höjdskillnad. Trappdelen av Jakobs stege består av totalt 187 granitsteg. Den är ett viktigt kommunikationsstråk för gående till och från Fridhemsbryggan.
Trappan fick sitt namn 1924. Namnet hänsyftar till patriarken Jakobs dröm, som beskrivs i Första Mosebok 28:12–15, där han ser en stege mellan jorden och himlen.
| Jakobs stege (trappan) sedd från Pettersbergsvägen och Jakobs stege (gatan) sedd från Mälarhöjdsvägen, november 2013. |  | Jakobs stege (trappan) sedd från Pettersbergsvägen och Jakobs stege (gatan) sedd från Mälarhöjdsvägen, november 2013. |
| Jakobs stege (trappan) sedd från Pettersbergsvägen och Jakobs stege (gatan) sedd från Mälarhöjdsvägen, november 2013. |  | |